# Undley
Undley is een buurtschap in het Engelse graafschap Suffolk. Het maakt deel uit van de civil parish Lakenheath. Undley komt in het Domesday Book (1086) voor als 'Lundale'. Indertijd moet het dorpje ook een kerk hebben gehad, maar thans is daarvan niets terug te vinden. Nabij de buurtschap werd een gouden medaillon gevonden uit de periode 450-500 n. Chr., met daarop de oudste Angelsaksische runen.